# Ezio Beccastrini
Ezio Beccastrini (Cavriglia, 14 giugno 1918 – Arezzo, 3 gennaio 1996) è stato un politico italiano.

## Biografia
Operaio, è stato segretario generale provinciale della CGIL di Arezzo dal 1956 al 1960. 
Iscritto al Partito Comunista Italiano, fu eletto alla Camera dei deputati alle elezioni del 1958 e del 1963 per la circoscrizione Siena-Arezzo-Grosseto e concluse il proprio mandato parlamentare nel 1968.